# Edifici de Correus (València)
L'Edifici de Correus o Palau de correus i telègrafs de València és un edifici situat a la plaça de l'Ajuntament, va ser construït entre 1915 i 1922 i inaugurat l'any 1923, on es trobava en part l'antic barri de pescadors, quedant com a testimoni proper el carrer les Barques, va ser subvencionat pel govern de Maura per a la modernització dels serveis postals a Espanya.

## Descripció

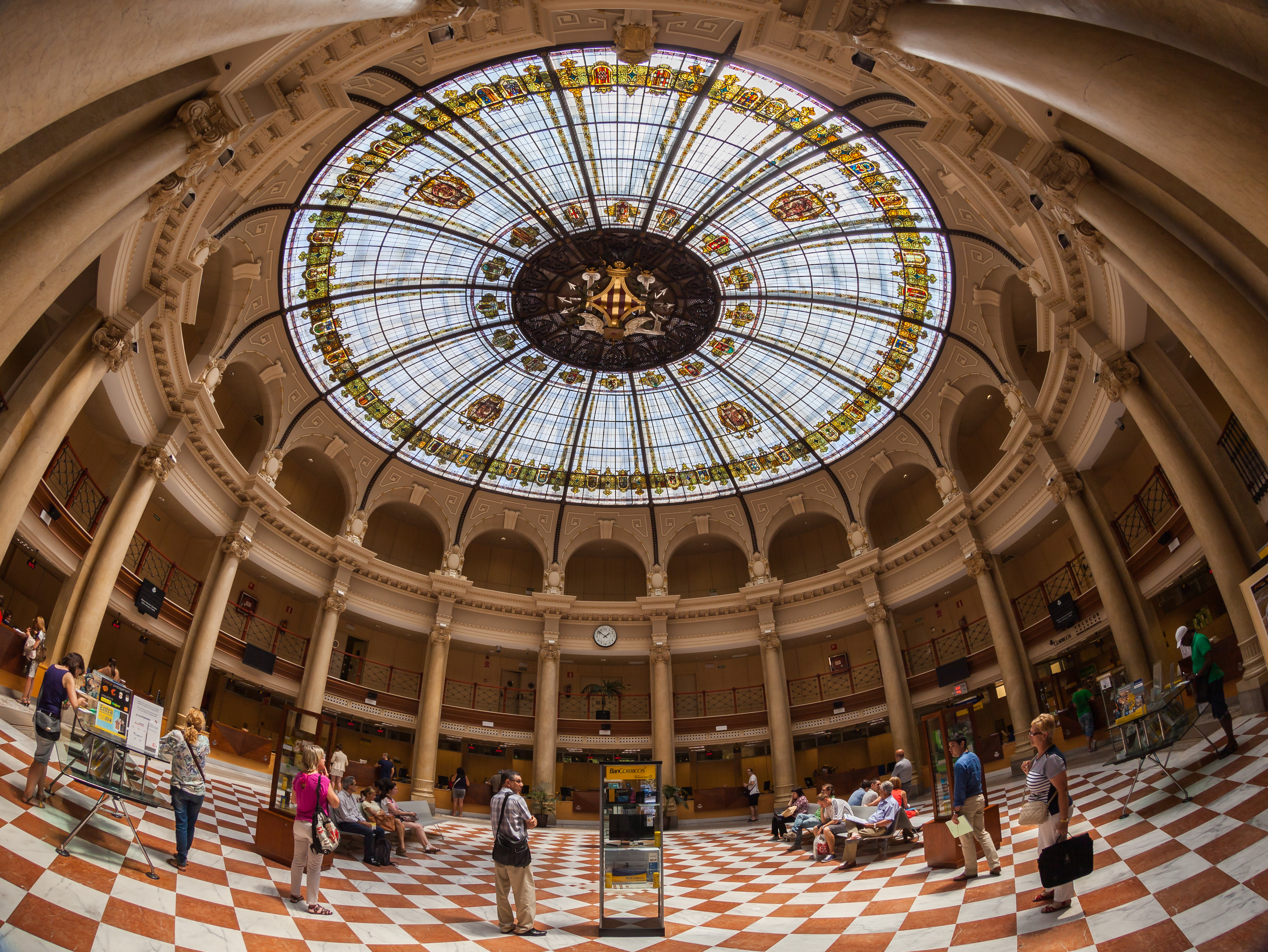

Obra de l'arquitecte saragossà Miguel Ángel Navarro, d'estil eclèctic dominant en l'arquitectura oficial. Com la gran majoria dels edificis de Correus de l'època, la monumentalitat de la construcció és un símbol del progrés que van significar les comunicacions postals i telegràfiques en les primeres dècades del segle xx. Encara que la façana principal aparenta simetria, és una construcció de planta irregular. Destaca l'accés i les dobles columnes jòniques i l'arc de mig punt amb figures al·legòriques a la planta baixa. Les escultures del timpà de l'arc de la façana principal representen els cinc continents i les dels coronaments que flanquegen el rellotge mostren trios d'àngels portant cartes i símbols telegràfics, junt amb un vaixell i una locomotora de tren, conjunt que fa una al·legoria de les comunicacions per terra i mar. Per coronar l'edifici existeix una torre metàl·lica; hi ha una escala de caragol per accedir a un mirador. A l'interior, una sala oval reproduïx el mateix estil de la façana amb columnes d'estil jònic. El centre està coronat per una vidriera artística dissenyada pels germans Mauméjean, formada per 370 panells que contenen els escuts de les 48 províncies d'Espanya, i al centre, fabricat en llautó, hi ha l'escut de la ciutat de València simbolitzant l'empresa Correos y Telégrafos.
L'edifici monumental arriba als nostres dies com a part important del patrimoni arquitectònic i cultural de la ciutat.